# Holzmann (Taufkirchen)

Holzmann 1

Holzmann ist ein Gemeindeteil der Gemeinde Taufkirchen (Vils) im Landkreis Erding in Oberbayern.

## Lage
Die Einöde Holzmann liegt in der Gemarkung Hofkirchen 5,4 Kilometer südwestlich des Wasserschlosses Taufkirchen, umgeben von den Wäldern Holzmannsholz, Hofkirchener Holz und Unterholz.

## Bevölkerungsentwicklung
Um 1871 gab es in Holzmann fünf Einwohner. In den Nachkriegszeiten des Ersten und  Zweiten Weltkriegs stieg die Bevölkerungszahl auf 11 bis 13 Einwohner an. Im Mai 1987 lebten dort sieben Einwohner in einem Wohngebäude.
| Jahr      | 1871 | 1925 | 1950 | 1970 | 1987 |
| Einwohner | 5    | 11   | 13   | 4    | 7    |